# Aleš Kranjc
Aleš Kranjc (* 29. Juli 1981 in Jesenice, SR Slowenien) ist ein slowenischer Eishockeyspieler, der seit 2018 beim HK Olimpija Ljubljana  in der Alps Hockey League unter Vertrag steht.
Er gilt als überaus offensiv ausgerichteter Spielertyp, der jedoch in der Verteidigungsarbeit einige Defizite erkennen lässt.

## Karriere
Aleš Kranjc erlernte das Eishockeyspielen in seiner Heimatstadt beim HK Jesenice, für den er in der Saison 1997/98 sein Debüt in der Slowenischen Eishockeyliga gab und bei dem er als offensiver Verteidiger bald einen wichtigen Bestandteil der Mannschaft darstellte. Während seiner zwölfjährigen Vereinszugehörigkeit konnte der Linksschütze mit Jesenice drei Mal (2005, 2006 und 2008) den slowenischen Meistertitel gewinnen. 2006 gewann er mit dem HK Jesenice auch die Interliga und trug als Topscorer der Playoffs maßgeblich zu diesem Erfolg bei. Als die Mannschaft 2006 in die Österreichische Eishockey-Liga aufgenommen wurde, gehörte Kranjc auch hier zum Stammkader und etablierte sich unter den besten Verteidigern der Liga. So wurde er beispielsweise 2008 für das KELLY’S All-Star-Game der ÖEHL nominiert.
Zur Saison 2009/10 verließ er Slowenien und wechselte zum Vienna Capitals in die österreichische EBEL. Im Vorfeld der Spielzeit 2010/11 unterschrieb der Defensivspieler einen Vertrag beim Ligakonkurrenten Alba Volán Székesfehérvár, wo er drei Tore und 14 Vorlagen in 40 Spielen markierte. In der folgenden Saison spielte Kranjc mit Székesfehérvár in der Ungarischen Eishockeyliga, in der man 2011 auf Anhieb den nationalen Meistertitel gewann. Zur Saison 2011/12 unterschrieb er einen Vertrag beim HC České Budějovice aus der tschechischen Extraliga und nahm mit der Mannschaft zudem an der European Trophy teil. Im Sommer 2012 wurde Kranjc zunächst im Rahmen eines Probevertrag für die Dauer der Saisonvorbereitung von den Kölner Haien aus der Deutschen Eishockey Liga verpflichtet, ehe dieser im September 2012 für die komplette Saison verlängert wurde.
Nach zwei Jahren verließ er die Kölner und wechselte in die Wysschaja Hockey-Liga zum HK Kuban Krasnodar. Nach lediglich fünf Einsätzen für den russischen Zweitligisten entschied sich Kranjc im Oktober 2014 für ein Probevertrag bei Södertälje SK in der HockeyAllsvenskan, welcher einen Monat später bis zum Ende der laufenden Saison verlängert wurde. Im Sommer 2015 unterschrieb er einen Vertrag bei den Piráti Chomutov aus der tschechischen Extraliga, wo er jedoch nach nur acht Partien im Oktober 2015 wieder freigestellt wurde. Anschließend wechselte er zum EC Graz 99ers, für den er bis 2016 in der Österreichischen Eishockey-Liga spielte.

### International
Für Slowenien nahm Kranjc im Juniorenbereich an der U18-B-Europameisterschaft 1997, der U18-C-Europameisterschaft 1998 und der U18-Weltmeisterschaft 1999 in der Europadivision I, als er zum besten Verteidiger gewählt wurde, sowie den U20-Junioren-C-Weltmeisterschaften 1999 und 2000 und nach der Umstellung auf das heutige Divisionssystem an der Weltmeisterschaft 2001 in der Division II teil.
Im Seniorenbereich stand er erstmals bei der B-Weltmeisterschaft 2000 im Aufgebot seines Landes. Nach der Umstellung auf das Divisionssystem spielte er 2003, 2006, als er mit vier Toren der beste Torschütze unter den Defensivspielern war, 2008, 2011, 2013 und 2015 in der Top-Division. 2004, 2010, 2012 und 2016 trat er mit seiner Mannschaft in der Division I an. Zudem vertrat er seine Nation bei den Qualifikationsturnieren für die Olympischen Winterspiele 2006, 2010 und 2014 sowie bei den Winterspielen 2014 in Sotschi selbst, wo die Slowenen einen überraschenden siebten Rang erreichten.

## Erfolge und Auszeichnungen
| - 2005 Slowenischer Meister mit dem HK Jesenice - 2005 Topscorer aller Verteidiger der Slowenischen Eishockeyliga - 2006 Slowenischer Meister mit dem HK Jesenice - 2006 Topscorer aller Verteidiger der Slowenischen Eishockeyliga | - 2006 Gewinn der Interliga mit dem HK Jesenice - 2006 Topscorer der Playoffs der Interliga - 2008 Slowenischer Meister mit dem HK Jesenice - 2011 Ungarischer Meister mit Alba Volán Székesfehérvár |

### International
| - 1999 Bester Verteidiger der U18-Weltmeisterschaft der Europadivision I - 2001 Aufstieg in die Division I bei der U20-Junioren-Weltmeisterschaft der Division II - 2004 Aufstieg in die Top-Division bei der Weltmeisterschaft der Division I, Gruppe B | - 2010 Aufstieg in die Top-Division bei der Weltmeisterschaft der Division I, Gruppe B - 2012 Aufstieg in die Top-Division bei der Weltmeisterschaft der Division I, Gruppe A - 2016 Aufstieg in die Top-Division bei der Weltmeisterschaft der Division I, Gruppe A |

## Karrierestatistik

### International
(Legende zur Spielerstatistik: Sp oder GP = absolvierte Spiele; T oder G = erzielte Tore; V oder A = erzielte Assists; Pkt oder Pts = erzielte Scorerpunkte; SM oder PIM = erhaltene Strafminuten; +/− = Plus/Minus-Bilanz; PP = erzielte Überzahltore; SH = erzielte Unterzahltore; GW = erzielte Siegtore; 1 Play-downs/Relegation; Kursiv: Statistik nicht vollständig)